# Mazuecos de Valdeginate
Mazuecos de Valdeginate – gmina w Hiszpanii, w prowincji Palencia, w Kastylii i León, o powierzchni 18,56 km². W 2011 roku gmina liczyła 107 mieszkańców.